# Nikki Keddie
Nicole „Nikki“ Keddie (* 6. Juli 1975 in Toronto) ist eine ehemalige kanadische Biathletin. Sie nahm zwischen 1995 und 1998 an insgesamt vier Olympischen Winterspielen und Biathlon-Weltmeisterschaften teil.
Nikki Keddie lebt in Canmore und studierte Psychologie an der University of Calgary. Die Athletin vom Canmore Nordic Ski Club begann 1990 mit dem Biathlonsport und trat seit 1994 in internationalen Wettbewerben an. Ihr erstes Rennen bestritt sie im heimischen Hinton und wurde dort 30. des Einzels. Zunächst platzierte sie sich meist im mittleren und hinteren Bereich des Starterfeldes. Ein erster Höhepunkt wurden die Biathlon-Weltmeisterschaften 1995 in Antholz, wo Keddie 58. im Einzel und 70. des Sprints wurde. Die folgende Saison 1996/97 sollte ihre beste werden. In Antholz konnte sie als 13. eines Einzels nicht nur erste Weltcuppunkte gewinnen, sondern zugleich ihr bestes internationales Resultat erreichen. Nur kurz darauf wurde sie in Osrblie nochmals 15. In der Gesamtwertung der Saison belegte die Kanadierin Platz 47. Die Biathlon-Weltmeisterschaften 1996 in Ruhpolding brachten mit Platz 54 im Einzel und 58 im Sprint bessere Ergebnisse, als im Jahr zuvor, konnten aber die guten Ergebnisse zuvor nicht bestätigen. Mit der Staffel, zu der zudem Inger-Kristin Berg, Myriam Bedard und Michelle Collard gehörten, lief sie auf Platz 12. Die Weltcuprennen der nächsten Saisons verliefen durchwachsen, Punkte gewann Keddie nicht mehr. Ihre letzten Weltmeisterschaften lief sie 1997 in Osrblie. In der Slowakei wurde die Kanadierin 69. im Einzel, 47. im Sprintrennen, 18. mit der Staffel und 14. im Mannschaftsrennen. Höhepunkt ihrer Karriere wurden allerdings die Wettkämpfe in Nozawa Onsen, die im Rahmen der Olympischen Winterspiele 1998 in Nagano stattfanden. Im Einzel kam sie auf den 60., mit Berg, Bedard und Collard in der Staffel auf den 17. und damit letzten Platz. Keddie lief noch bis 2000 sporadisch im Weltcup und beendete dann ihre aktive Karriere.

## Biathlon-Weltcup-Platzierungen
Die Tabelle zeigt alle Platzierungen (je nach Austragungsjahr einschließlich Olympische Spiele und Weltmeisterschaften).
- 1.–3. Platz: Anzahl der Podiumsplatzierungen
- Top 10: Anzahl der Platzierungen unter den ersten zehn (einschließlich Podium)
- Punkteränge: Anzahl der Platzierungen innerhalb der Punkteränge (einschließlich Podium und Top 10)
- Starts: Anzahl gelaufener Rennen in der jeweiligen Disziplin

| Platzierung | Einzel | Sprint | Verfolgung | Massenstart | Team | Staffel | Gesamt |
| ----------- | ------ | ------ | ---------- | ----------- | ---- | ------- | ------ |
| 1. Platz    |        |        |            |             |      |         |        |
| 2. Platz    |        |        |            |             |      |         |        |
| 3. Platz    |        |        |            |             |      |         |        |
| Top 10      |        |        |            |             |      | 2       | 2      |
| Punkteränge | 2      |        |            |             | 2    | 8       | 12     |
| Starts      | 18     | 23     | 3          |             | 2    | 9       | 55     |